# NGC 6015
NGC 6015 est une galaxie spirale située dans la constellation du Dragon. Sa vitesse par rapport au fond diffus cosmologique est de 852 ± 1 km/s, ce qui correspond à une distance de Hubble de 12,6 ± 0,9 Mpc (∼41,1 millions d'al). NGC 6015 a été découverte par l'astronome germano-britannique William Herschel en 1788.
La classe de luminosité de NGC 6015 est III-IV et elle présente une large raie HI. Elle renferme également des régions d'hydrogène ionisé. De plus, c'est une galaxie du champ, c'est-à-dire qu'elle n'appartient pas à un amas ou un groupe et qu'elle est donc gravitationnellement isolée.
À ce jour, 24 mesures non basées sur le décalage vers le rouge (redshift) donnent une distance de 14,762 ± 3,150 Mpc (∼48,1 millions d'al), ce qui est à l'intérieur des valeurs de la distance de Hubble.